# Erzincan
Erzincan je město v Turecku, hlavní město provincie s totožným jménem. Na konci roku 2009 zde žilo 90 100 obyvatel. Město (a celá oblast) je často sužována zemětřesením. Největší zemětřesení, jedno z nejsilnějších v historii celé země, postihlo Erzincan v roce 1939. Škody byly tak významné, že bylo vybudováno úplně nové město o něco severněji. Další zemětřesení postihla město v letech 1983 a 1992.
O Erzincan byla v roce 1916 svedena bitva mezi Ruským impériem a Osmanskou říší.